# Horizons lointains (film, 1955)
Ne doit pas être confondu avec Horizons perdus.
Pour les articles homonymes, voir Horizons lointains.
Pour plus de détails, voir Fiche technique et Distribution.
Horizons lointains (The Far Horizons) est un film américain en Technicolor réalisé par Rudolph Maté, sorti en 1955.

## Synopsis
En 1804, après la cession par Napoléon de la Louisiane à la jeune république américaine, le président Thomas Jefferson charge le capitaine Lewis de reconnaître le nouveau territoire et de pousser l'exploration jusqu'à l'Océan Pacifique. Lewis choisit pour adjoint le lieutenant Clark, fiancé à Julia, dont il est lui-même épris. Cette rivalité amoureuse est à l'origine d'un antagonisme latent entre les deux hommes. Le conflit prend une tournure plus ouverte le jour où une Amérindienne, Sacagawea, qui accompagnait les membres de l'expédition tout en la protégeant, devient la maîtresse de Clark…

## Fiche technique
- Titre original : The Far Horizons
- Titre français : Horizons lointains
- Réalisation : Rudolph Maté
- Scénario : Winston Miller et Edmund H. North d'après le roman Sacajawea of the Shoshones, de Della Gould Emmons
- Distribution : Paramount Pictures
- Production : William Pine et William C. Thomas
- Photographie : Daniel L. Fapp, A.S.C. et William Williams
- Décors : Sam Comer, A.C.S. et Otto Siegel
- Montage : Frank Bracht, A.C.E.
- Conseillé couleur pour Technicolor: Richard Mueller
- Costumes : Edith Head
- Musique : Hans J. Salter
- Direction artistique : Hal Perera, A.S.C. et Earl Hedrick
- Format : couleur par Technicolor  et VistaVision- 35 mm - 1.85:1 - son :  Mono (Western Electric Recording)
- Genre : aventure historiques
- Durée : 108 min
- Dates de sortie :
  -  États-Unis : 20 mai 1955
  -  France : 10 février 1956
- Source : DVD Zone 1
- Affiche : Boris Grinsson (France)

## Distribution
- Fred MacMurray (VF : Pierre Leproux) : capitaine Meriwether Lewis
- Charlton Heston (VF : Raymond Loyer) : lieutenant William Clark
- Barbara Hale (VF : Monique Mélinand) : Julia Hancock
- William Demarest (VF : Camille Guérini) : sergent Cass
- Donna Reed (VF : Renée Simonot) : Sacagawea
- Alan Reed (VF : Marcel Rainé) : Charboneau
- Walter Reed : Cruzatte
- Eduardo Noriega (VF : Claude Péran) : Cameahwait
- Larry Pennell (VF : Georges Aminel) : le chef indien Wild Eagle
- Ralph Moody (VF : Henry Valbel) : le Borgne
- Herbert Heyes (VF : Jacques Berlioz) : président Jefferson
- Lester Matthews (VF : Alain Durthal) : Mr Hancock
- Helen Wallace (VF : Hélène Tossy) : Mme Hancock